# 合衆国陸軍野戦砲兵学校
座標: 北緯34度39分04秒 西経98度24分32秒 / 北緯34.65111度 西経98.40889度
合衆国陸軍野戦砲兵学校（がっしゅうこく りくぐん やせん ほうへい がっこう、英語: United States Army Field Artillery School, USAFAS）とは、アメリカ陸軍とアメリカ海兵隊の野戦砲兵学校であり、戦術や技術、機動部隊の指揮官を支援する火力支援システムの展開手順の訓練を行う。また、この学校は戦術的・技術的に優れた指揮官を育成し、戦闘理論を洗練させ、まだ見ぬ戦場において勝利する部隊を設計する。この学校はオクラホマ州フォート・シルにある。

## 目的
この学校の目的は陸軍と海兵隊の兵士達に戦争と戦争以外の軍事作戦を準備させることであり、大隊・野戦砲兵旅団・師団の指揮官準備過程を基礎から学習する。

## 学習内容
野戦砲兵の任務は、統合的な砲撃によって敵を撃破・弱体化・混乱させ、機動部隊の指揮官達が未占領地を制圧できるようにすることである。そのための戦術・技術・手順を訓練し、指揮官の育成や戦闘理論、部隊設計を行う。
砲兵中隊の任務はカノン砲やロケット砲、ミサイルにより敵を撃破・無力化・征圧し、諸兵科連合の作戦に全ての火力支援を統合させることである。

## 歴史
合衆国陸軍野戦砲兵学校の歴史は1907年の砲兵軍団の再編にさかのぼる。この再編では要塞砲部隊と野戦砲兵隊が創設され、野戦砲兵隊は再編によりバージニア州のモンロー砦を追われた。移転先であるフォート・シルは野戦砲兵学校に最適と思われた。その理由は1万5,000エーカー（約61平方キロメートル）の敷地を持ち、広大な射撃訓練の場所があり、地形が多種多様で様々な戦術訓練が可能だったこと。既にこの駐屯地には多くの砲兵隊が居て砲兵隊の根拠地と看做されていたことである。
この頃、セオドア・ルーズベルト大統領の命を受けてヨーロッパを視察したダン・テイラー・ムーア大尉は、ドイツなどを参考にして1911年9月にフォート・シルに野戦砲兵のための射撃学校を開いた。しかし1916年にメキシコ革命が起きると学校は閉鎖され、学生達は国境警備に派遣された。
1917年に学校は野戦砲兵学校（Field Artillery School）として再開し、第二次世界大戦が終わるまで続いた。
1946年に学校は砲兵学校（The Artillery School）になったが、核兵器への対応が求められた。そのため学校は1955年に砲兵及び誘導ミサイル学校（The Artillery and Guided Missile School）になり、1957年に合衆国陸軍砲兵及び誘導ミサイル学校（U.S. Army Artillery and Guided Missile School）になった。また学校はオネスト・ジョン・ロケットやコーポラル・ミサイル、レッドストーン・ミサイルなどの開発にも協力した。
1960年代になると、学校はヘリコプター搭載のロケット砲や野戦砲兵デジタル自動コンピューター（FADAC）などの開発に協力し、1969年に合衆国陸軍野戦砲兵学校になった。
海兵隊の砲兵隊は1950年代にフォート・シルの合衆国陸軍野戦砲兵トレーニングセンターで訓練を行うようになり、公式には1977年10月にUSMC砲兵支隊（USMC Artillery Detachment）が設立された。

## 関連事項
- アメリカ野砲隊
- 第428野戦砲兵旅団
- 合衆国防空砲兵学校
- 野戦砲兵科 (アメリカ合衆国)
- 海兵隊の陸戦部隊